# Платинум арена
Платинум арена (рус. Платинум-Арена), вишенаменска је арена у Хабаровску, Русија. Отворена је 2003. године и има капацитет за око 7,100 људи. Пре свега се користи за утакмице хокеја на леду, а домаћи је терен ХК Амур, који игра у Континенталној хокејашкој лиги.